# Χ
Chi（大写Χ，小写χ，中文音译：西、喜），是第二十二个希腊字母。
χ的ch是一個清軟顎擦音，而標準讀音則為[çi]。
大写的Χ代表了：
- 基督教裡耶稣基督的名字，比如Xmas等。
- 假面騎士555的Kaixa的代表符號

小写的χ代表了：
- 统计学中的卡方分布。
- 物理学中的電極化率與磁化率。
- 图论中的色数图像。
- 國際音標中的清小舌擦音。
- 代数拓扑中的欧拉示性数。

西里尔字母的 Х 及拉丁字母的 X 都是从 Chi 变化来。